# Hendrik Jan Bökkers
Hendrik Jan Bökkers (Olst, 16 juli 1977) is een Nederlandse muzikant en acteur, bekend van de Nedersaksische rockformatie Bökkers. In 2024 speelde Bökkers het personage Dinant Ottink in de serie Woeste grond.

## Carrière
Bökkers wordt als molenaarszoon geboren in Olst, waar zijn vader dan molenaar is van de Bökkers Mölle. Het gezin verhuist later naar het Overijsselse Heino waar hij opgroeit. 
Bökkers studeert aan de PABO in Zwolle en start in 2000 aan de rockacademie in Tilburg welke hij vroegtijdig verlaat wanneer hij een platencontract krijgt. In 2021 was Bökkers een van de deelnemers aan het televisieprogramma Beste Zangers. Vanaf 2024 is hij voor het eerst als acteur te zien in de dramaserie Woeste grond.

## Muzikale Loopbaan

### 16 down (1998-2000)
Onder de indruk van zijn optreden vraagt Bökkers in 1997 in de kroeg aan Marco Hovius of hij ook gitaarles bij hem kan krijgen. Na een aantal gitaarlessen nodigt Hovius hem uit mee te spelen in zijn band 16down. Hier speelt hij voor het eerst samen met Jeroen Hobert en Arjan Pronk die jaren later als drummer en bassist bij Bökkers komen.

### Soundsurfer (2001-2005)
Terwijl hij aan de Rock academie in Tilburg studeert schrijft Bökkers eigen werk en richt hij in 2001 de band Soundsurfer op. Zelf vervult hij de rol van sologitarist, componist en leadzanger, studiegenoot Arn Kortooms speelt bas, Bauke Bakker neemt de drums voor zijn rekening en als laatste sluit Erik Neijmeijer zich aan voor de toetsen & zang. Samen werken ze een verder repertoire uit voor hun eerste showcase in Tilburg waarna een enthousiaste Koen Lieckens (drummer K’s Choice & destijd leraar op de rockacademie de band in contact brengt met een platenmaatschappij bij wie ze een platendeal scoren. 
In de jaren die volgen nemen ze twee albums op, waarvan een in de El Choque Idéal Studio in Ronda Spanje, winnen ze een Essent award, staan ze op Noorderslag en touren ze door heel Europa. In 2005 wordt Hendrik Jan door Jovink & de Voederbietels gevraagd om bij hen te komen spelen en verlaat hij Soundsurfer om bij Jovink aan de slag te gaan als sologitarist, (achtergrond)zanger en componist.

### Jovink & de Voederbietels (2005 - 2017)
In maart 2005 springt Bökkers als nieuw lid van Rock ’n Lol formatie Jovink & de Voederbietels bij hun op het podium. Op de achtergrond houdt hij zich met andere bandleden van Jovink bezig met het schrijven van nieuw materiaal en duiken ze de studio in om in 2006 ‘Wakker Worden!’, het tiende album van Jovink & de voederbietels te presenteren. In maart 2007 blijkt dit ook het laatste album van Jovink te zijn geweest. Vanwege de gezondheid van Gijs Jolink wordt besloten dat Jovink na dat jaar gaat stoppen met touren. In totaal staat Hendrik Jan Bökkers in die jaren ruim 400 keer met Jovink op het podium, waaronder die van de Zwarte Cross. Tot aan hun definitieve stop in 2017 staan ze dan nog een aantal keer per jaar op grote podia & jaarlijks op de Zwarte Cross. In 2022 staat de band tijdens de Zwarte Cross nog een laatste keer samen op het podium ter ere van het afscheid van festival directrice Tante Rikie.

### Bökkers dut Normaal (2007 - 2011)
Wanneer Jovink stopt is Hendrik Jan Bökkers bandloos. Voor de lol speelt hij met zijn broertje Bastiaan en vriend Erik Neijmeijer in de lokale kroeg in Heino wat Normaal covers en dit blijkt een schot in de roos. Bökkers dut normaal slaat aan bij het publiek en waar ze begonnen in dorpskroegen spelen ze al snel door de hele regio de zalen en feesttenten plat en boeken ze hun eerste optredens op grote festivals. Op de setlist staan voornamelijk nummers van de eerste drie albums van Normaal In februari 2011 komt de eerste eigen single uit: Boeren Met Ambitie. Dit blijkt een eerste stap in de richting van eigen repertoire en een volledig album

### Bökkers (2011 - heden)

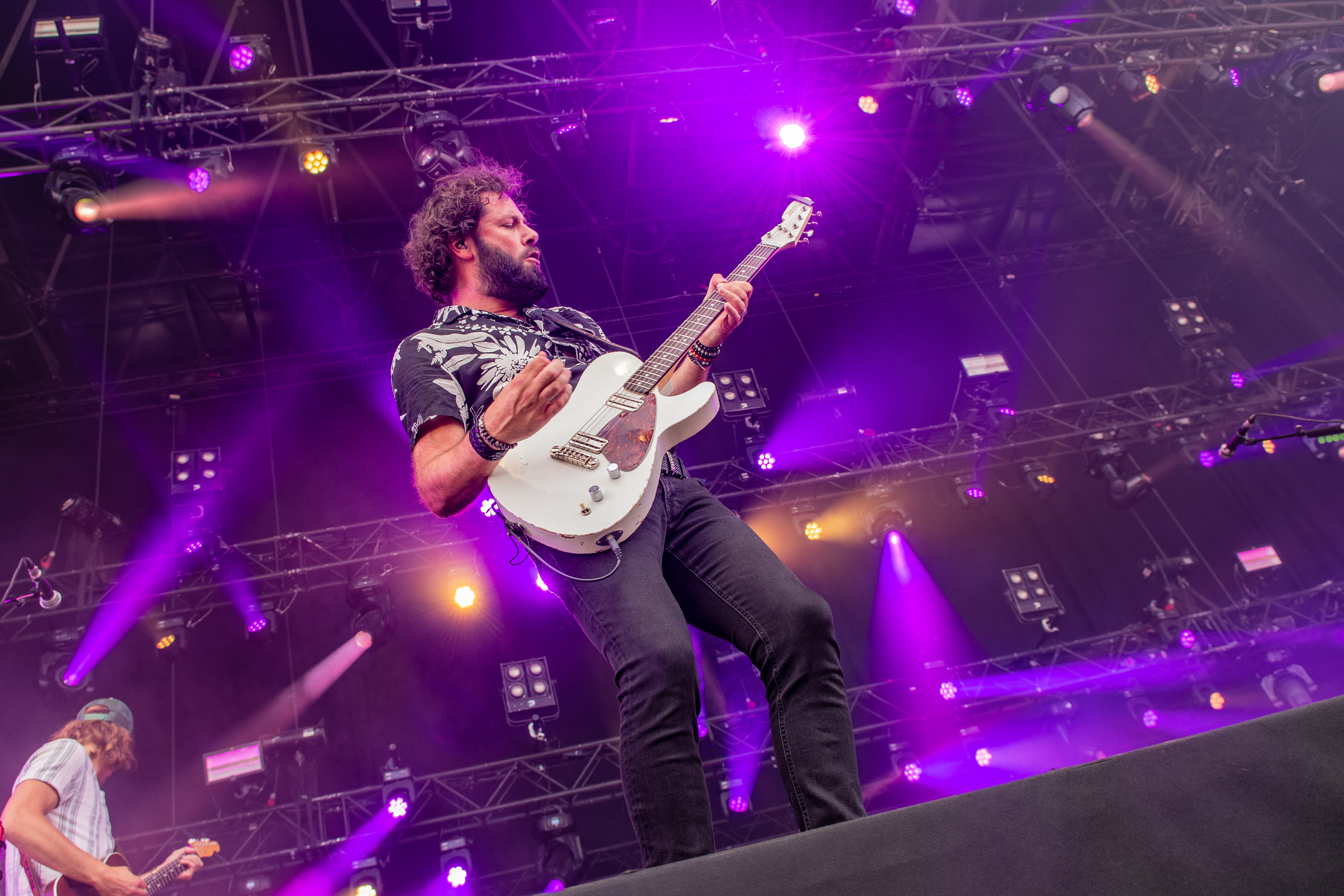
Hendrik Jan Bökkers met z'n band Bökkers op Stöppelhaene 2022

Vanaf 2011 gaat "Bökkers dut normaal" door onder de naam Bökkers en brengt de band het eerste album uit getiteld “Bökkers”
In mei 2013 verschijnt Morattamottamotta, de eerste single van het gelijknamige tweede album. Het nummer is geschreven samen met Jan Manschot, drummer en medeoprichter van de band Normaal.
Vanaf 2013 bestaat de band uit Hendrik Jan Bökkers (gitaar/ zang) Erik Neimeijer (gitaar) Arjan Pronk (bas) en Jeroen Hobert (drums)
In de jaren die volgen groeit de populariteit en fanbase van de band en breidt hun terrein zich steeds verder uit over heel Nederland. In 2019 hebben alle leden van de band behoefte aan nieuwe dingen doen, nieuwe uitdagingen en nieuwe projecten en besluit de formatie unaniem ermee op te houden. Na 20 singles, 7 albums en meer dan 1000 optredens komt er een einde aan de bezetting die bijna 10 jaar als de band Bökkers op het podium te zien was. Hun afscheidstournee wordt abrupt onderbroken door Corona en de band besluit het verdere verloop van de epidemie niet af te wachten en zich te gaan toeleggen op hun nieuwe uitdagingen.
In 2020 gaat Bökkers door in een nieuwe bezetting met Hendrik Jan Bökkers (zang / gitaar), Jim Zwinselman (gitaar), Jeroen Sweers (piano), Bart Petter (bas) en Stef Hoekjen (drums). De band gaat door met optredens in feesttenten, op festivals en in clubs, brengt nieuwe singles uit en voegt een theatertour toe aan hun activiteiten.
In juli 2024 opent de band het nieuwe hoofdpodium van de Zwarte Cross met als stunt een formatie F-16's die overvliegen tijdens de show. 
Eind 2024 gaan ze samen de studio in voor nieuw materiaal en nemen ze onder begeleiding van J.B. Meijers een nieuw album op in de Wisseloordstudio's in Hilversum.

## Discografie
| Album                      | jaar | note                      |
| -------------------------- | ---- | ------------------------- |
| Bökkers                    | 2011 | CD                        |
| Morattamottamotta          | 2013 | CD                        |
| Humme                      | 2014 | CD                        |
| Blixer Elixer              | 2015 | CD                        |
| Live en Knetterhard        | 2016 | CD - Live Album           |
| Schorem uut de Schiettente | 2017 | CD                        |
| Leaven in de Brouweri-je   | 2019 | CD                        |
| Live en Onbesoesd          | 2023 | Dubbel Elpee - Live Album |

## Theater
In 2022 gaat Bökkers voor het eerst in volledige bezetting de theaters in met een avondvullende theatershow bestaande uit conferences van Bökkers en muziek van Bökkers. Bökkers werkt hiervoor samen met o.a. regisseur Bavo Galama

### Theatershows
- Thuus he’j ook niks te lachen (2022)
- Nachtbraker (2023)[3]
- Kats de weg kwiet (2025)

## TV

### Corona - RTV Oost
Tijdens de pandemie is Bökkers een terugkerende gast bij RTV Oost waar hij als huiszanger van het programma Thuis in Overijssel wekelijks met een muzikale samenvatting van de week het programma en de week afsluit.

### Beste Zangers (seizoen 14)
Van 2 september 2021 tot en met 28 oktober 2021 is Bökkers bij de AVROTROS te zien als een van de deelnemers aan het televisieprogramma Beste Zangers. Dit seizoen wordt vanwege de Corona pandemie in Limburg opgenomen. Andere deelnemers aan dit seizoen zijn: Alides Hidding, Anneke van Giersbergen, Belle Pérez, Joe Buck, Karsu en Roel van Velzen.

### De Slimste Mens (seizoen 24)
In 2024 neemt Bökkers deel aan het tv programma de Slimste Mens waar hij het opneemt tegen Maartje van de Wetering, Hannah Prins en Anne Maartje Lemereis.

## Acteerwerk
In 2024 wordt Bökkers door Johan Nijenhuis gevraagd om te acteren in de dramaserie Woeste grond. In de familiesoap Woeste grond worstelen drie generaties binnen een Twents melkveebedrijf met hun eigen levens en de veranderende wereld. Bökkers speelt de rol van Dinant, een boer van de middelste generatie.

## Andere Werkzaamheden

### Podcast - de Nedersaksen
In 2021 beginnen Bökkers en Albert Bartelds in samenwerking met Ijsselacademie en hedon productiehuis podcastserie “de Nedersaksen”  waarin zij op zoek gaan naar de identiteit van ‘de Nedersaks’. Geschiedenis van het Nedersaksisch gebied, de Nedersaksische taal en alle vormen van cultuur worden onder de loep genomen. De podcast wordt deels gepresenteerd in de eigen streektaal en elke aflevering is er een gast die op welk een manier dan ook bijdraagt aan de rijke geschiedenis & cultuur, regionale identiteit en unieke taal van de Nedersaks.
De podcast krijgt in navolging van de succesvolle eerste reeks meerdere seizoenen, een theatertour en een tv-programma ‘Wij zijn de Nedersaksen’ op RTVOost. 

### IJsselacademie
In 2019 en 2020 schrijft Bökkers in opdracht van de IJsselacademie mee aan een curriculum Nedersaksisch voor het basisonderwijs.

## Onderscheidingen
- In 2022 Cultuurprijs Overijssel. De prijs wordt hem toegekend omdat "hij al ruim 20 jaar een popmuzikant van buitengewone en inspirerende kwaliteit is. Hij zet zich met hart en ziel in voor de cultuur van de taal van het Nedersaksisch."[5]